# Lastra litografica

Macchina fotografica per la preparazione del materiale da incidere sulle lastre della offset.

La lastra litografica , o lastra offset , è il supporto (forma) utilizzato nella stampa offset che fisicamente trasferisce l'inchiostro su un supporto gommato (caucciù) che a sua volta lo trasferisce, per contatto, sulla carta. Le più tradizionali sono di alluminio con un lato ricoperto da un materiale fotosensibile o a base polimerica, mentre nei sistemi più evoluti possono essere in materiale plastico sempre ricoperto sul lato dei grafismi da composti fotosensibili che genereranno i grafismi. Ogni macchina da stampa offset monta tante lastre quanti sono i colori che andrà a stampare (ad esempio una sola lastra in monocromia, 4 in quadricomia e addirittura 8 in quadricomia bianca e volta).

## Formatura tradizionale
Nella formatura tradizionale sono coinvolte diverse fasi che oltre ad un elevato consumo di materiali, richiedono tempo e molto lavoro manuale esperto. Il livello qualitativo è quindi influenzato da errori manuali ed imperfezioni o irregolarità generate nelle diverse fasi.

### Montaggio
Il primo passo che deve essere svolto è la realizzazione della pellicola che si utilizzerà per esporre la lastra. Tradizionalmente l'operazione viene svolta ritagliando i testi e le immagini già impressi su pellicole ed incollati su una pellicola trasparente di poliestere detto astralon grande quanto la lastra da incidere. In seguito l'astralon e la lastra da formare sono punzonati e fissati uno all'altro.

### Copia eliografica
La copia eliografica (detta anche cianografica) è la riproduzione su carta della pellicola montata, ed ha lo scopo di verificare la posizione degli elementi grafici che comporranno il foglio stampato. In alcuni casi può essere usato come prova contrattuale.

### Esposizione
Il sistema pellicola-lastra viene quindi esposto nel bromografo per impressionare la lastra presensibilizzata.

### Sviluppo
Rimossa la forma dal bromografo, tramite prodotti chimici la lastra viene sviluppata, rimuovendo dai contrografismi le sostanze polimeriche, scoprendo in tal modo la superficie di alluminio della lastra che risulterà recettiva nei confronti dell'acqua di bagnatura.

### Termoindurimento e gommatura
Le resine che sono rimaste in corrispondenza dei grafismi devono essere stabilizzate attraverso l'esposizione a temperature di circa 200-240 °C per alcuni minuti. Ciò conferirà ai grafismi maggiore resistenza all'usura meccanica incrementando la durata della lastra in stampa. La gommatura è un'operazione che ha lo scopo di proteggere l'alluminio, nella zona dei contrografismi, da tutti i possibili agenti chimici ed atmosferici, che creando incrostazioni e depositi genererebbero sporchi e difetti di stampa.

## Formatura CtF
Nella formatura Computer to Film si impiegano dei sistemi di desktop publishing in grado di realizzare il montaggio della pellicola al computer, saltando quindi tutte le fasi di montaggio manuali. In seguito le operazioni di esposizione e sviluppo della lastra sono simili a quelle della formatura tradizionale.

## Lastre waterless
Le lastre waterless sono montate su macchine che non necessitano dell'acqua di bagnatura. I vantaggi consistono nell'eliminazione dei difetti e delle problematiche di stampa legate all'acqua di bagnatura (come le variazioni dimensionali del foglio), nonché una miglior qualità del prodotto con maggior brillantezza e saturazione delle tinte. La possibilità di non bagnare la lastra prima dell'inchiostrazione è dovuta alla presenza nei contrografismi di un prodotto siliconico che rifiuta l'inchiostro come farebbe l'acqua.
Il supporto è di alluminio, rivestito di uno strato di fotopolimero sopra il quale è steso il prodotto siliconico. La formatura prevede l'esposizione ad una pellicola positiva. La luce, colpendo le zone non coperte, innesca una reazione per cui il fotopolimero si lega allo strato siliconico. In seguito viene rimosso lo stato siliconico delle zone non esposte, che liberano il polimero sottostante, creando i grafismi recettivi all'inchiostro.

## Formatura CtP
Sul finire degli anni novanta il processo di creazione di lastre con metodi chimici ha dimostrato tutti i suoi limiti obbligando quindi la ricerca di sistemi alternativi. Sono nati perciò dei dispositivi, chiamati in gergo CtP (Computer-to-Plate) in grado di incidere le lastre tramite raggio laser o raggi UV direttamente da un file senza l'utilizzo della pellicola. Il supporto della lastra può essere in poliestere o in metallo.
Esistono tre tipologie di macchine per la formatura CtP:
- a letto piano
- a tamburo interno
- a tamburo esterno

Nel caso del CtP a letto piano si può avere la tecnologia di scrittura a laser o a raggi UV. Nei CtP a tamburo interno ed esterno è possibile l'utilizzo dei laser con radiazione nel visibile o laser IR. Queste ultime sono particolarmente apprezzate per l'alta definizione del grafismo e per il fatto che le lastre non sono sensibili alla luce ambientale, oltre che per la durata nella stampa e la stabilità nel tempo.

## Uso e conservazione
Agli albori della stampa litografica le lastre erano degli strumenti costosi e gli stampatori stavano ben attenti nel non commettere errori nello sviluppo e nel mantenerle nel miglior stato possibile per utilizzi futuri. Oggi, con i sistemi CtP, le macchine ad alto rendimento e un netto abbassamento dei prezzi, le lastre non vengono più conservate, ma usate proprio come veri e propri strumenti usa-e-getta.